# Chlorochaeta neriaria
Chlorochaeta neriaria är en fjärilsart som beskrevs av Herrich-Schäffer 1848. Chlorochaeta neriaria ingår i släktet Chlorochaeta och familjen mätare. Inga underarter finns listade i Catalogue of Life.